# Kartidris galos
Kartidris galos är en myrart som beskrevs av Bolton 1991. Kartidris galos ingår i släktet Kartidris och familjen myror. Inga underarter finns listade i Catalogue of Life.